# Homosexualität in Guinea-Bissau

Geografische Lage von Guinea-Bissau

Homosexualität ist in Guinea-Bissau in Teilen der Gesellschaft tabuisiert, homosexuelle Handlungen sind hingegen legal.

## Legalität
Seit 1993 sind homosexuelle Handlungen in Guinea-Bissau legal. Die Regierung unterzeichnete die Erklärungen und Resolutionen der Vereinten Nationen über die sexuelle Orientierung und geschlechtliche Identität. Eine staatliche Anerkennung von gleichgeschlechtlichen Paaren besteht weder in der Form der Gleichgeschlechtlichen Ehe noch in einer Eingetragenen Partnerschaft in Guinea-Bissau.